# 仲夏的Sounds good!
《仲夏的Sounds good！》（日语：真夏のSounds good!）是AKB48的第26張單曲，於2012年5月23日發行。

## 简介
廣告標語是「比去年，更喜歡你」（去年よりも、君が好きだ）。
距離前作《GIVE ME FIVE!》發售大約3個月，發行日期是5月23日。單曲分為Type-A、Type-B和劇場盤，共三個版本。Type-A和Type-B均附有AKB48第27張單曲選拔總選舉的投票券。除此之外，Type-A、Type-B限量生産盤中附有一張全國握手會參加券（有兩種不同版本）。
主打曲《仲夏的Sounds good！》與2011年發行的《Everyday、髮箍》同樣，是由作曲家井上義正（井上ヨシマサ）作曲和編曲來，而《仲夏的Sounds good！》的MV則由樋口真嗣拍攝。

## 銷售情況
發售前日（總計首日）的2012年5月22日Oricon單曲排行榜記錄估計約有117.1万張，初登場第1位的紀錄。這個銷量紀錄比自己的《風正在吹》在2011年10月25日的記錄約104.6万張更高，更新了總計首日估計發售數量的最高紀錄。
首周销量高达161.7万张，刷新了Oricon公信榜的單曲首周最高销量纪录（第二位是AKB48 2011年8月《飞翔入手》的135.4万张），连续7张单曲销量破百万。
日本唱片協會5月認證本作為二百萬唱片，是自SMAP2003年单曲《世界上唯一的花》之後久睽9年後的首張二百萬認證單曲。
在音樂獎項方面，AKB48亦憑這首歌獲得了第54屆日本唱片大獎，這是AKB48第2次獲得這獎項。
此曲同時是日本史上銷量第37高的單曲，也是目前日本21世紀銷量第3高的單曲。

## 歌曲列表

### Type-A
- 封面照（外）：小嶋陽菜、篠田麻里子、大島優子、前田敦子、高橋南、柏木由紀、板野友美
- 封面照（內）：倉持明日香、宮澤佐江、北原里英、高柳明音、橫山由依、峯岸南、河西智美

| CD   | CD                                | CD     | CD       | CD       |
| 曲序 | 曲目                              |        | 作曲     | 編曲     |
| ---- | --------------------------------- | ------ | -------- | -------- |
| 1.   | 《仲夏的Sounds good！》（真夏のSounds good!）       | 秋元康 | 井上義正 | 井上義正 |
| 2.   | 《3滴眼淚》（3つの涙）                   | 秋元康 | 小澤正澄 | 野中雄一 |
| 3.   | 《給我吧、達令！》（ちょうだい、ダーリン！）            | 秋元康 | 章夫     | 野中雄一 |
| 4.   | 《仲夏的Sounds good！》（純音樂） | 秋元康 | 井上義正 | 井上義正 |
| 5.   | 《3滴眼淚》（純音樂）             | 秋元康 | 小澤正澄 | 野中雄一 |
| 6.   | 《給我吧、達令！》（純音樂）      | 秋元康 | 章夫     | 野中雄一 |

| DVD  | DVD                                                 |
| 曲序 | 曲目                                                |
| ---- | --------------------------------------------------- |
| 1.   | 《仲夏的Sounds good！》Music Video                  |
| 2.   | 《仲夏的Sounds good！》Music Video ～Dance ver.～   |
| 3.   | 《3滴眼淚》Music Video                              |
| 4.   | 《給我吧、達令！》 Music Video                      |
| 5.   | AKB48 27th單曲 選拔總選舉 出馬成員個人影像 <Type-A> |

### Type-B
- 封面照（外）：加藤玲奈、渡邊美優紀、島崎遥香、渡邊麻友、松井珠理奈、岩田華怜、入山杏奈
- 封面照（內）：高橋朱里、木崎ゆりあ、竹內美宥、川榮李奈、島田晴香、市川美織、阿部マリア

| CD   | CD                                | CD     | CD       | CD       |
| 曲序 | 曲目                              |        | 作曲     | 編曲     |
| ---- | --------------------------------- | ------ | -------- | -------- |
| 1.   | 《仲夏的Sounds good！》           | 秋元康 | 井上義正 | 井上義正 |
| 2.   | 《3滴眼淚》                       | 秋元康 | 小澤正澄 | 野中雄一 |
| 3.   | 《Google+的天空》（ぐぐたすの空）             | 秋元康 | 前村香春 | 野中雄一 |
| 4.   | 《仲夏的Sounds good！》（純音樂） | 秋元康 | 井上義正 | 井上義正 |
| 5.   | 《3滴眼淚》（純音樂）             | 秋元康 | 小澤正澄 | 野中雄一 |
| 6.   | 《Google+的天空》（純音樂）       | 秋元康 | 前村香春 | 野中雄一 |

| DVD  | DVD                                                 |
| 曲序 | 曲目                                                |
| ---- | --------------------------------------------------- |
| 1.   | 《仲夏的Sounds good！》Music Video                  |
| 2.   | 《仲夏的Sounds good！》Music Video ～Dance ver.～   |
| 3.   | 《3滴眼淚》Music Video                              |
| 4.   | 《Gugutasu的天空》Music Video                       |
| 5.   | AKB48 27th單曲 選拔總選舉 出馬成員個人影像 <Type-B> |

### 劇場盤
- 封面照（外）：指原莉乃、高城亞樹、山内鈴蘭、松井玲奈、木本花音、山本彩、城恵理子、兒玉遥
- 封面照（內）：26th單曲選抜成員

| CD   | CD                                | CD     | CD       | CD       |
| 曲序 | 曲目                              |        | 作曲     | 編曲     |
| ---- | --------------------------------- | ------ | -------- | -------- |
| 1.   | 《仲夏的Sounds good！》           | 秋元康 | 井上義正 | 井上義正 |
| 2.   | 《3滴眼淚》                       | 秋元康 | 小澤正澄 | 野中雄一 |
| 3.   | 《君のために僕は…》 （君のために僕は…）          | 秋元康 |          |          |
| 4.   | 《仲夏的Sounds good！》（純音樂） | 秋元康 | 井上義正 | 井上義正 |
| 5.   | 《3滴眼淚》（純音樂）             | 秋元康 | 小澤正澄 | 野中雄一 |
| 6.   | 《君のために僕は…》（純音樂）     | 秋元康 |          |          |

- KIZM-151-2（通常盤A）
- KIZM-153-4（通常盤B）
- KIZM-90151-2（初回限定盤A）
- KIZM-153-4（初回限定盤B）
- NMAX-1128（劇場盤）

## 參與成員
AKB48到12期生為止的全部成員都有參與本作；來自其他姐妹團體的參與成員，有6位來自SKE48，4位來自NMB48，1位來自HKT48。
以下為截至發售日為止的團隊情況。

### 仲夏的Sounds good！
本作的單曲選拔成員人數是歷來最多的，共36人，比第21張單曲《Everyday、髮箍》的26人還要多。中心繼續由前田敦子擔任。阿部瑪利亞、市川美織、入山杏奈、島崎遥香、島田晴香、竹内美宥、岩田華怜、加藤玲奈、川榮李奈、高橋朱里、SKE48的木崎由里亞、木本花音和高柳明音、NMB48的城惠理子 以及HKT48的兒玉遥 都是首次進入選拔組，共15人，亦是歷來最多的。另外，這是首次同一姐妹團體中有3人以上成為選拔成員。山内鈴蘭自5個月前《崇尚麻里子》，倉持明日香自9個月前《飛翔入手》，渡邊美優紀自約1年前《Everyday、髮箍》再次成為選拔成員。
- Team A：倉持明日香、小嶋陽菜、指原莉乃、篠田麻里子、高城亞樹、高橋南和前田敦子
- Team K：板野友美、大島優子、峯岸南、宮澤佐江和橫山由依
- Team B：河西智美、柏木由紀、北原里英和渡邊麻友
- Team 4：阿部瑪利亞、市川美織、入山杏奈、岩田華怜、加藤玲奈、川榮李奈、島崎遥香、島田晴香、高橋朱里、竹内美宥和山内鈴蘭
- SKE48 Team S / AKB48 Team K：松井珠理奈
- SKE48 Team S：木崎由里亞和松井玲奈
- SKE48 Team KII：高柳明音
- SKE48 Team E：木本花音
- NMB48 Team N / AKB48 Team B：渡邊美優紀
- NMB48 Team N：山本彩
- NMB48 Team M：城惠理子
- HKT48 Team H：兒玉遥

### 3滴眼淚
以「Special Girls」（スペシャルガールズ）的團體名義演唱。該團體是由在主打單曲《仲夏的Sounds Good！》的選拔和Google+選拔（ぐぐたす選抜）中同時落榜的AKB成員所組成，她們包括：
- Team A：岩佐美咲、多田愛佳、大家志津香、中田千智、仲谷明香、前田亞美和松原夏海
- Team K：秋元才加、内田眞由美、梅田彩佳、菊地綾香、中塚智實、仁藤萌乃和野中美鄉
- Team B：小林香菜、小森美果、佐藤亜美菜、佐藤菫、佐藤夏希、鈴木瑪莉亞、近野莉菜、增田有華和宮崎美穂
- Team 4：大場美奈、田野優花、中村麻里子和永尾まりや
- 研究生：伊豆田莉奈、大森美優、小嶋菜月、小林茉里奈、薩伊德橫田繪玲奈（サイード横田絵玲奈）、佐佐木優佳里、名取稚菜、平田梨奈、藤田奈那、武藤十夢和森川彩香

### 給我吧、達令！
- Team A：指原莉乃、篠田麻里子、高橋南和前田敦子
- Team K：板野友美和大島優子
- Team B：柏木由紀和渡邊麻友
- Team 4：加藤玲奈和島崎遥香

### Google+的天空
以下16名選拔成員稱為「Google+選拔」，是由AKB48總製作人秋元康選出，在Google+上每日的訊息中展現個性的成員，因此選拔成員會跟以往的有所不同。此歌曲的中心由石田晴香擔任。這次不像以往般在活動上或在媒體上公開選拔成員，而是在2012年3月1日至4日，直接在Google+中秋元康的個人帳戶上分階段公佈。這首歌的歌名和選拔成員都比A面曲的公開得早。另外，這次是SKE48的松村香織首次參加AKB48的歌曲。
- Team A：片山陽加、倉持明日香、高城亞樹和仲川遥香
- Team K：田名部生来、藤江れいな、松井咲子和横山由依
- Team B：石田晴香、北原里英和鈴木紫帆里
- Team 4：仲俣汐里
- Team S：松井玲奈
- SKE48 研究生：松村香織
- Team N：山口夕輝、山本彩

### 為了你我…
以下是於GREE「AKB48舞台戰士」舉辦的「第1屆center爭奪戰」中，勝出的頭8名成員——（Stage Fighter選拔），center為第1名的大島優子。
- Team A：岩佐美咲
- Team K：大島優子、宮澤佐江和横山由依
- Team B：柏木由紀、北原里英和渡邊麻友
- Team 4：永尾まりや

## 音樂合作
| 曲名                | 音樂合作                                                            |
| ------------------- | ------------------------------------------------------------------- |
| 仲夏的Sounds good ! | NTT DOCOMO「応援学割『それぞれの、はじめる』篇」廣告歌曲            |
| 給我吧、達令!       | UHA味覺糖「ぷっちょ×AKB48」（「リレー篇A」、「リレー篇B」）廣告歌曲 |
| Google+的天空       | Google「Galaxy Nexus: Google+ AKB48 ぐぐたす選抜編」廣告歌曲        |
| 君のために僕は…     | GREE「」廣告歌曲                                                    |

## 外部連結
- AKB48官方YouTube頻道公開播放影片：
  - YouTube上的《仲夏的Sounds good !》PV（Dance ver.）
  - YouTube上的《Google+的天空》PV

- King Records介紹頁面 （日語）
  - Type-A 初回限定盤 （页面存档备份，存于）
  - Type-A 通常盤 （页面存档备份，存于）
  - Type-B 初回限定盤 （页面存档备份，存于）
  - Type-B 通常盤 （页面存档备份，存于）
  - 劇場盤 （页面存档备份，存于）